# Liste der Monuments historiques in Vatimont
Die Liste der Monuments historiques in Vatimont führt die Monuments historiques in der französischen Gemeinde Vatimont auf.

## Liste der Objekte
| Bezeichnung           | Beschreibung | Standort             | Kennzeichnung | Schutzstatus | Datum | Bild |
| --------------------- | --- | -------------------- | ------------- | ------------ | ----- | ---- |
| Pierre de la Bastille | Inschriftentafel aus einem Stein der Bastille; Kalkstein, 1791 vom Abrissunternehmern Pierre-François Palloy hergestellt | in der Mairie (Lage) | PM57000388    | Classé       | 1988  |      |